# Vallois
 Vallois  là một xã thuộc tỉnh Meurthe-et-Moselle trong vùng Grand Est đông bắc nước Pháp. Xã này nằm ở khu vực có độ cao trung bình 244 mét trên mực nước biển.
Sông Mortagne tạo thành phần lớn ranh giới đông bắc Vallois.